# Unipotente Matrix
Eine unipotente Matrix ist in der Mathematik eine quadratische Matrix, deren Differenz zur Einheitsmatrix nilpotent ist. Die unipotenten Matrizen stellen damit gerade die unipotenten Elemente im Ring der quadratischen Matrizen dar.

## Definition
Eine quadratische Matrix {\displaystyle A\in R^{n\times n}} mit Einträgen aus einem unitären Ring {\displaystyle R} heißt unipotent, wenn die Matrix {\displaystyle A-I} nilpotent ist, das heißt wenn
{\displaystyle (A-I)^{m}=0}
für ein {\displaystyle m\in \mathbb {N} } gilt. Unipotente Matrizen sind damit die unipotenten Elemente im Matrizenring {\displaystyle R^{n\times n}} mit der Nullmatrix {\displaystyle 0} als neutralem Element und der Einheitsmatrix {\displaystyle I} als Einselement.

## Beispiele
Ein einfaches Beispiel für eine unipotente Matrix ist die Matrix
{\displaystyle A={\begin{pmatrix}1&1\\0&1\end{pmatrix}}},
denn es gilt
{\displaystyle (A-I)^{2}={\begin{pmatrix}0&1\\0&0\end{pmatrix}}\cdot {\begin{pmatrix}0&1\\0&0\end{pmatrix}}={\begin{pmatrix}0&0\\0&0\end{pmatrix}}}.
Ein allgemeineres Beispiel bilden obere Dreiecksmatrizen, deren Hauptdiagonaleinträge alle gleich 1 sind, also Matrizen der Form
{\displaystyle A={\begin{pmatrix}1&a_{1,2}&\cdots &a_{1,n}\\0&\ddots &\ddots &\vdots \\\vdots &\ddots &\ddots &a_{n-1,n}\\0&\cdots &0&1\end{pmatrix}}}.
Alle solchen Matrizen sind unipotent, denn es gilt {\displaystyle (A-I)^{n}=0}. Weiterhin sind auch alle Matrizen unipotent, die zu einer solchen Matrix {\displaystyle A} ähnlich sind, denn es gilt dann
{\displaystyle (S^{-1}AS-I)^{n}=S^{-1}(A-I)^{n}S=0}
für jede reguläre Matrix {\displaystyle S\in R^{n\times n}}.

## Eigenschaften

### Eigenwerte
Eine quadratische Matrix {\displaystyle A\in K^{n\times n}} mit Einträgen aus einem Körper {\displaystyle K} ist genau dann unipotent, wenn ihr charakteristisches Polynom die Form
{\displaystyle \chi _{A}(\lambda )=(\lambda -1)^{n}}
besitzt. Dies ist genau dann der Fall, wenn alle Eigenwerte der Matrix gleich {\displaystyle 1} sind.

### Jordan-Chevalley-Zerlegung
Jede reguläre Matrix {\displaystyle A} mit Einträgen aus einem algebraisch abgeschlossenen Körper {\displaystyle K} besitzt eine multiplikative Jordan-Chevalley-Zerlegung der Form
{\displaystyle A=D\cdot U=U\cdot D},
wobei {\displaystyle D} eine diagonalisierbare und {\displaystyle U} eine unipotente Matrix sind. Eine solche Zerlegung ist eindeutig.

### Potenzen
Die Einträge der Matrixpotenzen {\displaystyle A^{k}} einer reellen oder komplexen unipotenten Matrix wachsen lediglich polynomial in {\displaystyle k}, da
{\displaystyle A^{k}=(I+N)^{k}=I+kN+{\frac {k(k-1)}{2}}N^{2}+\ldots +{\frac {k(k-1)\cdots (k-m+2)}{(m-1)!}}N^{m-1}}
gilt, wobei {\displaystyle N} nilpotent mit Nilpotenzindex {\displaystyle m} ist. Wachsen umgekehrt die Einträge der Matrixpotenzen einer gegebenen Matrix höchstens polynomial in {\displaystyle k}, so ist die Matrix unipotent.

### Logarithmus und Exponential
Nachdem die obige Reihe terminiert, existiert der Matrixlogarithmus einer reellen oder komplexen unipotenten Matrix und ist selbst nilpotent. Für sein Matrixexponential gilt damit
{\displaystyle e^{\log A}=A}.
Umgekehrt ist das Matrixexponential einer reellen oder komplexen nilpotenten Matrix {\displaystyle N} unipotent und es gilt entsprechend
{\displaystyle \log e^{N}=N}.